# Michelle Mizner
Pour les articles homonymes, voir Mizner.
Michelle Mizner est une productrice et monteuse de cinéma américaine.
Elle a produit 20 Jours à Marioupol, film qui a remporté le prix du meilleur long métrage documentaire lors de la 96e cérémonie des Oscars et produit et monté Frontline, la série phare de journalisme d'investigation de PBS (Public Broadcasting Service).

## Biographie
Michelle Mizner naît à Tulare, en Californie, et étudie à la Tulare Union High School (en). Elle rejoint la faculté des arts cinématographiques et télévisuels (CTVA) de la California State University, à Northridge, et obtient son diplôme en réalisation cinématographique. Elle commence à réaliser des courtes vidéos au lycée avant d'aller à l'école de cinéma.

### Carrière
Elle produit et édite Frontline, la série phare de journalisme d'investigation de PBS.
En 2023, elle produit et monte le long métrage documentaire ukrainien 20 Jours à Marioupol, qui a été présenté en avant-première au Festival du film de Sundance 2023. Elle a reçu de nombreuses distinctions pour la production et le montage du documentaire, notamment le prix du meilleur long métrage documentaire lors de la 96e cérémonie des Oscars,. Elle déclare dans une interview qu'elle a utilisé Avid Media Composer pour monter le film, qu'elle utilise également pour Frontline.

## Filmographie partielle

### Comme monteuse

#### Au cinéma
- 2007 : Barrio Thief  (court métrage ; uniquement productrice)
- 2010 : The Last Elephants in Thailand  (court métrage)
- 2013 : Herd in Iceland  (court métrage)
- 2015 : Life in Baghdad  (court métrage, productrice et monteuse)
- 2018 : The Last Generation: An Interactive Documentary  (productrice et monteuse)
- 2023 : 20 Jours à Marioupol  (productrice et monteuse)
- 2025 : 2000 Meters to Andriivka  (productrice et monteuse)

#### À la télévision
- 2014-2023 : Frontline  (série télévisée, 13 épisodes ; productrice et monteuse)

#### Podcast
- 2021 : Un(re)solved  (série de podcast, 5 épisodes ; productrice et monteuse)

## Récompenses et distinctions
- Michelle Mizner : Récompenses, sur l'Internet Movie Database